# Welcome Home Roscoe Jenkins
Welcome Home, Roscoe Jenkins (bra: O Bom Filho à Casa Torna; prt: Bem-Vindo a Casa Roscoe Jenkins) é um filme de comédia escrito e dirigido por Malcolm D. Lee e distribuído pela Universal Pictures. O filme é estrelado por Martin Lawrence e apresenta um elenco com: Cedric the Entertainer, Michael Clarke Duncan, Mike Epps, Margaret Avery, Mo'Nique e James Earl Jones.

## Sinopse
Sob o pseudônimo de Dr. RJ Stevens, Roscoe Jenkins (Martin Lawrence) abandonou o passado simples de garoto desajeitado do sul para se tornar apresentador de um famoso talk-show sensacionalista de Hollywood. Ele tem uma bela noiva, a fútil e vencedora do reality Survivor Bianca Kittes (Joy Bryant), e também tem um filho Jamaal (Damani Roberts), fruto de um relacionamento anterior. Um dia, Roscoe recebe uma ligação dos pais que não vê há anos, a Mama (Margaret Avery) e o Papa Jenkins (James Earl Jones), perguntando se ele não vai comparecer  a anual reunião da família Jenkins, que irá comemorar o 50º aniversário de casamento dos dois. Mesmo não querendo ir, Roscoe é encorajado por Bianca e Jammal a ir com eles, e assim fazer as pazes com seu passado.
Ao chegar em sua cidadezinha na Geórgia e regressar ao seu antigo lar, Roscoe se vê as voltas com seus diversos parentes malucos: o primo malandro e aproveitador Reggie (Mike Epps); o irmão xerife e fortão Otis (Michael Clarke Duncan), a irmã grandalhona, tagarela e intimidadora Betty (Mo'Nique) e o pior de todos os seus desafetos: Clyde Stubbs (Cedric the Entertainer), seu primo rico, querido por todos e melhor do que ele em tudo. Junto com Clyde, surge Lucinda Allen (Nicole Ari Parker), a paixão de infância de Roscoe e o grande motivo da rivalidade entre os dois primos. Querendo provar que é melhor do que Clyde, Roscoe se envolverá nas maiores confusões com a família.

## Produção
O filme foi filmado em Minden, Luisiana, perto de Shreveport.

## Bilheteria
Em sua semana de estréia no bilheterias norte-americanas, o filme arrecadou $ 16200000 USD, abrindo em #2 atrás de Fool's Gold.

## Recepção da crítica
O filme recebeu grande parte recepção negativa dos críticos. Revisão de Rotten Tomatoes dá uma pontuação de 24%, com base em 78 comentários. Metacritic dá ao filme uma pontuação média de 48%, com base em 22 comentários.
O diretor Malcolm D. Lee culpou o "título terrível" pelo desempenho de bilheteria e disse que preferia o título Southern Discomfort, mas a equipe de marketing do filme optou por Welcome Home Roscoe Jenkins.